# Confédération des Syndicats du Burundi
Confédération des Syndicats du Burundi (COSYBU) är den största fackliga centralorganisationen i Burundi. Den bildades 1995 och har omkring 12 000 medlemmar. Till följd av det politiska läget i landet är organisationen dock inte särskilt aktiv. Dess vice ordförande har suttit fängslad, vilket Internationella fackliga samorganisationen (IFS) kritiserade regeringen för i juni 2009.
COSYBU är medlem i IFS.